# Петросян, Аделия Тиграновна
Аде́лия Тигра́новна Петрося́н (род. 5 июня 2007, Москва) — российская фигуристка, выступающая в одиночном катании. Двукратная чемпионка России (2024, 2025), трёхкратная победительница финала Гран-при России (2023, 2024, 2025), бронзовый призёр чемпионата России (2022). Обладательница двух медалей юниорской серии Гран-при: золото этапа в Словении 2021 года и бронзы этапа в Словакии 2021 года. Серебряный призёр первенства России среди юниоров (2021), победительница (2025) и серебряный призёр чемпионата России по прыжкам (2024). Мастер спорта России (2022).

## Спортивная карьера

### Сезон 2019—2020
В сентябре заняла пятое место на первом этапе кубка России. В октябре заняла третье место на втором этапе кубка России.
В начале февраля выступила на первенстве России по фигурному катанию в Саранске, в короткой программе занимала пятое место с 68,20 балла, в произвольной программе седьмое место с 132,87 баллами, по итогу заняла шестое место с суммой баллов 201,07. 21 февраля в финале кубка России проходившем в Великом Новгороде заняла третье место с суммой баллов 205,22. 25 февраля заняла второе место на первенстве Москвы с суммой баллов 199,89.

### Сезон 2020—2021
В октябре победила на третьем этапе кубка России среди юниоров, проходившем в Сочи.
В начале февраля выступила на первенстве России среди юниоров, проходившем в Красноярске, где завоевала серебряную медаль с суммой баллов 211,87, уступив только Софье Акатьевой.
В начале марта выступила в финале кубка России, где среди юниоров заняла третье место с суммой баллов 204,22.

### Сезон 2021—2022
В этом сезоне Аделия получила возможность участвовать в международных соревнованиях среди юниоров (Гран-при) и в национальных среди взрослых (кубок России).
В начале сентября выступила на третьем этапе Гран-при среди юниоров проходившем в Кошице (Словакия), где в короткой программе занимала промежуточное третье место с 69,30 балла, в произвольной программе исполнила четверной тулуп с недокрутом и заработала 131,91 балла, в итоге стала бронзовым призёром с суммарной оценкой 201,21. В конце сентября выступила на пятом этапе Гран-при среди юниоров, проходившем в Любляне (Словения), в короткой программе заняла первое место с 70,86 балла, в произвольной программе исполнила четверной тулуп с ошибкой на выезде — касанием руки льда и получила 139,71 балла, по итогу заняла первое место с суммарной оценкой 210,57. В декабре должна была выступить в финале Гран-при, но соревнование было отменено.
В ноябре выступила на пятом этапе кубка России проходившем в Перми, где, уступив Софье Муравьёвой, заняла второе место с суммой баллов 213,26. На этом соревновании был сделан четверной риттбергер, ранее одиночницами не исполнявшийся, и этот же прыжок был совершён в каскаде.
На Чемпионате России 2022 в короткой программе с 73,29 балла показала шестой результат. По сумме баллов после произвольной программы стала четвёртой. В ходе этого соревнования была чисто исполнена произвольная программа, включающая два чистых четверных риттбергера. Позже результат результат соревнования был изменён, в связи с чем Петросян стала бронзовым призёром турнира.
В январе 2022 года принимала участие в Первенстве России среди юниоров, но относительно неудачно, став только пятой.
В феврале 2022 года в финале Кубка России среди юниорок в Саранске стала второй после Акатьевой.
Принимала участие в Кубке Первого канала.

### Сезон 2022—2023
Вошла в основной состав взрослой сборной России.
29—30 октября 2022 года Петросян победила на втором этапе Гран-при России «Бархатный сезон» в Сочи. После проката короткой программы опередила Александру Трусову и заняла промежуточное первое место. В ходе этого проката был исполнен тройной аксель. Во второй день соревнований из элементов ультра-си получилась только секвенция четверной тулуп — двойной аксель, тем не менее, набранных за два дня 239,31 баллов стало достаточно для победы.
Аделия снялась с VI этапа Гран-при в Перми по причине травмы. Также пропустила чемпионат России по прыжкам.
23 декабря на чемпионате России во время короткой программы выполнила тройной аксель, но упала с тройного лутца. На следующий день в произвольной программе сделала два четверных тулупа, но упала с четверного риттбергера. С суммой в 235,72 балла стала пятой.
22 января, во время Кубка Первого Канала, показала произвольную программу. В ней Петросян исполнила тройной аксель и четверной тулуп..
4—5 марта выступила в финале Гран-при России, проводившемся в Санкт-Петербурге. В короткой программе она исполнила тройной аксель, тройной лутц и тройной флип в каскаде с тройным тулупом и, получив за прокат 85,62 балла, заняла промежуточное первое место. В произвольной программе она исполнила четверной флип, секвенцию четверной тулуп — двойной аксель, ошиблась на сольном четверном тулупе и упала с тройного акселя и получила 169,39 балла. По сумме баллов за обе программы она набрала 255,01 и выиграла турнир.

### Сезон 2023—2024
Вошла в основной состав взрослой сборной России. Короткая программа фигуристки была поставлена под три композиции Майкла Джексона: Earth Song, Billie Jean и They Don’t Care About Us, произвольная программа — под композицию «Февраль» Леонида Левашкевича. Участвовала в контрольных прокатах сборной. В короткой программе исполнила двойной аксель, тройной лутц, тройной флип — тройной тулуп, в произвольной программе — четверной флип (касание), четверной флип (падение), двойной аксель, тройной риттбергер — двойной тулуп, тройной лутц — тройной сальхов через ойлер, тройной флип — тройной тулуп.
Петросян взяла золото на первом этапе Гран-при России. В короткой программе приземлила тройной аксель, в произвольной программе из трех заявленных четверных прыжков чисто исполнила лишь четверной тулуп, с двух заявленных четверных флипа и тулупа упала.
На втором этапе российского Гран-при также стала первой. В короткой программе недокрутила тройной аксель и ошиблась на каскаде, из-за чего занимала промежуточное второе место. В произвольной сделала четверной флип, упала с четверного тулупа и вышла на итоговое первое место.
На Чемпионате России по фигурному катанию в Челябинске по сумме двух программ набрала 246,53 балла и завоевала чемпионский титул. В произвольной программе она упала с четверного флипа, но чисто исполнила четверной тулуп в каскаде с двойным тулупом и сольный квад-тулуп.
На Чемпионате России по прыжкам в финальной части индивидуального турнира набрала 57,89 балла и заняла второе место, уступив чемпионство 12-летней Маргарите Базылюк.

### Сезон 2024—2025
Фигуристка победила на втором этапе Гран-при России в Казани. Аналогичного успеха она добилась на четвёртом этапе Гран-при, прошедшем в Москве в ноябре; за обе программы Петросян получила 251,57 балла: в короткой программе спортсменка исполнила тройной аксель, в прокате произвольной программы — тройной аксель и каскад четверной тулуп — двойной тулуп.
Аделия уверенно выиграла короткую и произвольную программу на чемпионате России 2025, заняв в итоге первое место с отрывом почти в 30 баллов от серебряного призёра Дарьи Садковой.

## Техника
С той или иной степенью успешности Аделия исполняла четверной риттбергер на различных соревнованиях. В частности, на чемпионате России 2022 сначала был исполнен каскад 4Lo+2T с GOE 1,95, а следом за этим сольный четверной риттбергер (4Lo) с GOE 2,85.
Говоря о международном статусе этого достижения, стоит делать оговорку, что кубок и чемпионат России — национальные соревнования, организуемые Федерацией фигурного катания на коньках России. Достижения, поставленные на таких соревнованиях, имеют статус национальных и не учитываются Международным союзом конькобежцев.

## Программы
| Сезон     | Короткая программа | Произвольная программа                                                                                                 | Показательные номера |
| --------- | --- | --- | --- |
| 2024—2025 | - «Интерлюдия» Эрики Лундмоен хореограф-постановщик Даниил Глейхенгауз                                                    | - «Nocturne № 1» Джон Батист - «Yo soy Maria» Астор Пьяццолла хореограф-постановщик Даниил Глейхенгауз                 | |
| 2023—2024 | - «Earth Song» - «Billie Jean» - «They Don’t Really Care About Us» Майкл Джексон хореограф-постановщик Даниил Глейхенгауз | - «Февраль» Леонид Левашкевич хореограф-постановщик Даниил Глейхенгауз                                                 | - «Mad World» Tears For Fears в исполнении 2WEI, Томми Проффитт, Флёри - «Снег» Елена Ваенга                                                                                |
| 2022—2023 | - «Voilà» Барбара Прави хореография: Даниил Глейхенгауз                                                                   | - «The Locked Room» Jun Miyake - «Vie-Ni» Эннио Морриконе - «Mechanisms» Кирилл Рихтер хореография: Даниил Глейхенгауз | - «Цыганочка» Ансамбль русских народных инструментов - «No Time to Die» Билли Айлиш - «Paint It Black» The Rolling Stones в исполнении Сиара хореография: Ксения Поталицына |
| 2021—2022 | - «A Evaristo Carriego» хореография: Ксения Поталицына                                                                    | - «No Time to Die» Билли Айлиш (из фильма «Не время умирать») - «Paint It Black» Сиара хореография: Ксения Поталицына  | - «Арцах» Ара Геворкян хореография: Ксения Поталицына |
| 2020—2021 | - «A Evaristo Carriego» Освальдо Пульезе хореография: Ксения Поталицына                                                   | - «Арцах» Ара Геворкян хореография: Ксения Поталицына                                                                  | |
| 2019—2020 | - «Apres Moi» Регина Спектор хореография: Ксения Поталицына                                                               | - «Soul le ciel de Paris» Юбер Жиро в исполнении Эдит Пиаф хореография: Ксения Поталицына                              | |

## Спортивные достижения
| Соревнования                        | 19/20                       | 20/21                       | 21/22                       | 22/23                       | 23/24                       | 24/25                       |
| Национальные индивидуальные         | Национальные индивидуальные | Национальные индивидуальные | Национальные индивидуальные | Национальные индивидуальные | Национальные индивидуальные | Национальные индивидуальные |
| ----------------------------------- | --------------------------- | --------------------------- | --------------------------- | --------------------------- | --------------------------- | --------------------------- |
| Чемпионат России                    |                             |                             | 3                           | 4                           | 1                           | 1                           |
| Финал Кубка России                  | 3 юн.                       | 3 юн.                       | 2 юн.                       | 1                           | 1                           | 1                           |
| Первенство России среди юниоров     | 6                           | 2                           | 5                           |                             |                             |                             |
| Первенство Москвы среди юниоров     | 2                           |                             |                             |                             |                             |                             |
| Финал Кубка России                  | 3 юн.                       | 3 юн.                       | 2 юн.                       |                             |                             |                             |
| Этапы Кубка России. I этап          | 5 юн.                       |                             |                             |                             | 1                           |                             |
| Этапы Кубка России. II этап         | 3 юн.                       |                             |                             | 1                           | 1                           | 1                           |
| Этапы Кубка России. III этап        |                             | 1 юн.                       |                             |                             |                             |                             |
| Этапы Кубка России. IV этап         |                             |                             |                             |                             |                             | 1                           |
| Этапы Кубка России. V этап          |                             | 4 юн.                       | 2                           |                             |                             |                             |
| Чемпионат России по прыжкам         |                             |                             |                             |                             | 2                           | 1                           |
| Национальные командные              |                             |                             |                             |                             |                             |                             |
| Кубок Первого канала                |                             |                             | 1                           | 1                           | 1                           |                             |
| Чемпионат России по прыжкам         |                             |                             |                             |                             | 2                           | 2                           |
| Международные среди юниоров         |                             |                             |                             |                             |                             |                             |
| Финал юниорского Гран-при           |                             |                             | C                           |                             |                             |                             |
| Этапы юниорского Гран-при. Словакия |                             |                             | 3                           |                             |                             |                             |
| Этапы юниорского Гран-при. Словения |                             |                             | 1                           |                             |                             |                             |

### Подробные результаты
Примечание. Цветом выделены медали. На чемпионатах ИСУ награждают малыми медалями за короткую и произвольную программу.
| Дата                | Соревнование                        | КП            | ПП            | Сумма         | Источники     |
| Сезон 2021—22       | Сезон 2021—22                       | Сезон 2021—22 | Сезон 2021—22 | Сезон 2021—22 | Сезон 2021—22 |
| ------------------- | ----------------------------------- | ------------- | ------------- | ------------- | ------------- |
| 21—26 декабря 2021  | Чемпионат России 2022               | 5 73,29       | 2 160,68      | 3 233,97      | [ 62 ]        |
| 22—25 сентября 2021 | Этапы юниорского Гран-при. Словения | 1 70,86       | 2 139,71      | 1 210,57      | [ 63 ]        |
| 1—4 сентября 2021   | Этапы юниорского Гран-при. Словакия | 3 69,30       | 3 131,91      | 3 201,21      | [ 64 ]        |